# Aeropuerto Departamental El Jagüel
El Aeropuerto Departamental El Jagüel (OACI: SUPE) es un aeropuerto público que sirve a las ciudades de Punta del Este y Maldonado, en Uruguay, situado a 6 km al noreste de Punta del Este. Lleva el nombre del parque municipal ubicado próximo al aeropuerto.
Actualmente opera solamente vuelos domésticos no regulares y su categoría OACI es 1B. Es un aeródromo no controlado que opera exclusivamente vuelos diurnos bajo reglas de vuelo visual, y para aeronaves autorizadas con peso máximo de despegue de hasta 5700 kg. Recibe la información de tránsito por la torre de control del Aeropuerto Internacional de Laguna del Sauce.

## Historia
Originalmente el Aeropuerto Internacional El Jagüel fue el principal aeropuerto de Punta del Este y el segundo más importante de Uruguay, luego del Aeropuerto Internacional de Carrasco. Con la remodelación del Aeropuerto Internacional de Laguna del Sauce, actualmente éste sirve a las principales aerolíneas internacionales y regionales. El Jagüel quedó relegado a actividades recreativas y privadas, y fue reclasificado como aeropuerto departamental.

## Pista
El aeródromo cuenta con una única pista de aterrizaje, la 02/20, de concreto asfáltico y con 570 metros de largo y 20 de ancho. Antiguamente esta pista era de aproximadamente 1500 metros, pero se construyó una avenida importante que cortó 560 metros de su longitud, dividiéndola en dos tramos y dejando operativos 910 metros en su tramo norte. Un umbral desplazado en la pista 01 redujo aún más la longitud de la pista a 570 metros.
El pavimento de la pista aún se extiende hacia el sur cruzando la Avenida Aparicio Saravia. El trazado del Circuito del Aeropuerto Internacional El Jagüel utiliza este tramo para competiciones deportivas, entre ellas el Gran Premio de Punta del Este, aprovechando la ruta aledaña, y torneos de ciclismo en pista en un óvalo peraltado.

## Estadísticas
En 2020 no se realizaron vuelos de taxis aéreos.

## Acceso
El aeropuerto se encuentra sobre la avenida Aparicio Saravia, frente al parque El Jagüel. Se accede a la península (centro) de Punta del Este por la avenida Orlando Pedragosa Sierra al sur, a la ciudad de Maldonado por la avenida Aparicio Saravia al oeste, a los balnearios al este del arroyo Maldonado por la misma avenida al este, y a San Carlos, Punta Ballena y otros destinos al oeste de la conurbación por el anillo perimetral de Maldonado al norte.
Las líneas 16 y 55 de la red de ómnibus del departamento conectan el aeropuerto con diferentes barrios de Maldonado, al igual que las localidades de La Barra, Manantiales, El Chorro y el Balneario Buenos Aires. Por otra parte, la ciudad cuenta con servicio de taxis, operados por múltiples compañías.